# Swift Engineering

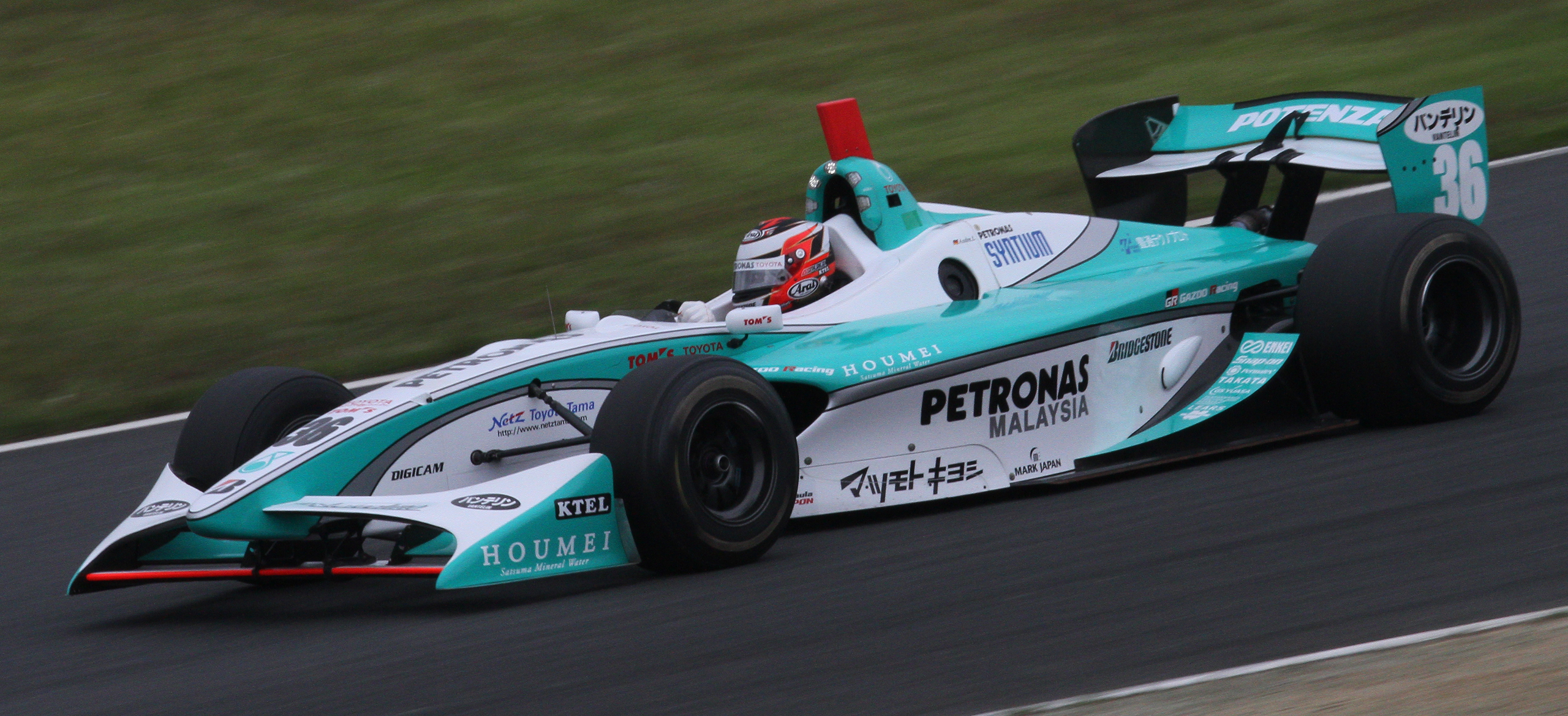
Monoplaza de Fórmula Nippon de 2020

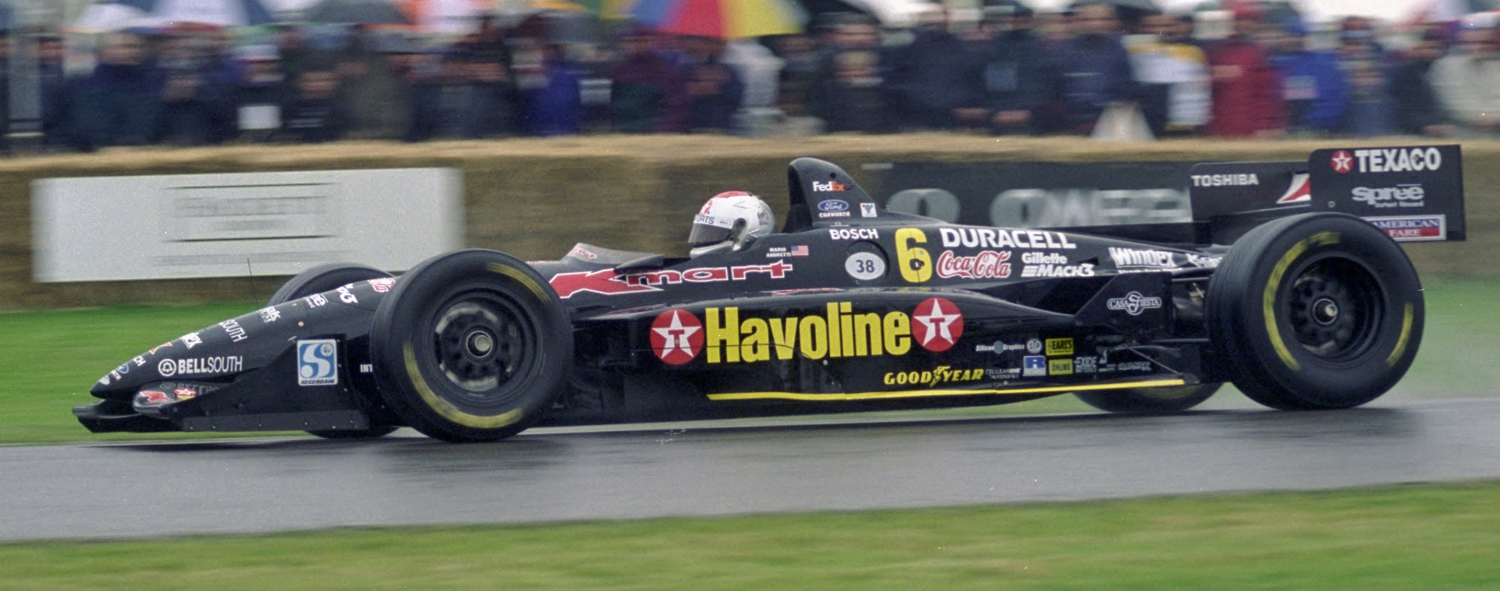
Mario Andretti manejando el Swift 007.i.

Swift Engineering es una firma de ingeniería de Estados Unidos fundada en 1983. Entre sus diversas áreas de trabajo, es conocida por ser fabricante de automóviles de carreras. Desde 1991, la firma es propiedad de Hiro Matsushita, expiloto de automovilismo y nieto del fundador de la empresa Panasonic.

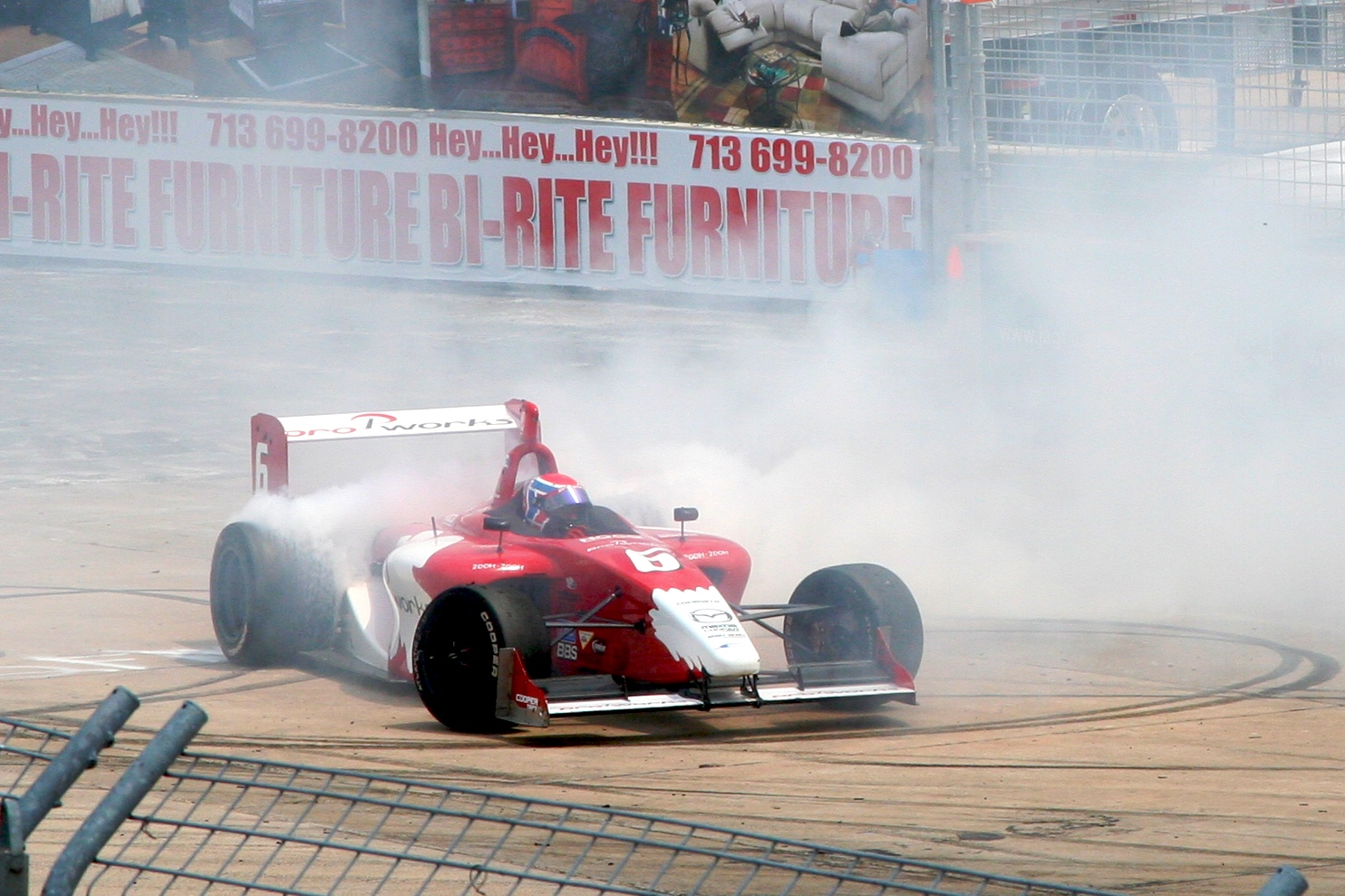
Swift 016.a de Atlantic Championship.

En sus orígenes, Swift construyó automóviles de Fórmula Ford, Sports 2000 y Fórmula Atlantic. La empresa produjo chasis para la CART entre los años 1997 y 2000, ganando 4 carreras de 182 participaciones. Entre otros, fueron empleados de forma destacada por el equipo Newman/Haas Racing con los pilotos Michael Andretti y Christian Fittipaldi, siendo Tarso Marques el último piloto en usarlos en esta competición. A partir de 1998 produjo en forma exclusiva los chasis para la Fórmula Atlantic, y desde 2009 hasta 2013 para la Fórmula Nippon.